# James Augustine McFadden
James Augustine McFadden (* 24. Dezember 1880 in Cleveland, Ohio; † 16. November 1952) war ein US-amerikanischer Geistlicher und römisch-katholischer Bischof von Youngstown.

## Leben
James Augustine McFadden besuchte die Saint Ignatius High School in Cleveland. Danach studierte McFadden Philosophie und Katholische Theologie am Saint Ignatius College und am Priesterseminar St. Mary in Cleveland. Er empfing am 17. Juni 1905 das Sakrament der Priesterweihe für das Bistum Cleveland.
McFadden war zunächst als Kurat an der St. Agnes Church in Cleveland tätig, bevor er 1914 Pfarrer der Pfarrei St. Agnes in Elyria wurde. 1917 wurde James Augustine McFadden Regens des Priesterseminars St. Mary in Cleveland. Von 1923 bis 1927 wirkte er als Diözesandirektor des Werkes der Glaubensverbreitung. Ab 1925 war McFadden zudem Diözesankanzler des Bistums Cleveland. 1927 verlieh ihm Papst Pius XI. den Titel Päpstlicher Hausprälat.
Am 13. Mai 1932 ernannte ihn Papst Pius XI. zum Titularbischof von Bida und zum Weihbischof in Cleveland. Der Bischof von Cleveland, Joseph Schrembs, spendete ihm am 8. September desselben Jahres die Bischofsweihe; Mitkonsekratoren waren der Bischof von Detroit, Michael James Gallagher, und der Bischof von Scranton, Thomas Charles O’Reilly. Als Weihbischof blieb James Augustine McFadden weiterhin Diözesankanzler.
Papst Pius XII. ernannte ihn am 2. Juni 1943 zum ersten Bischof von Youngstown.